# Anbangbang Billabong

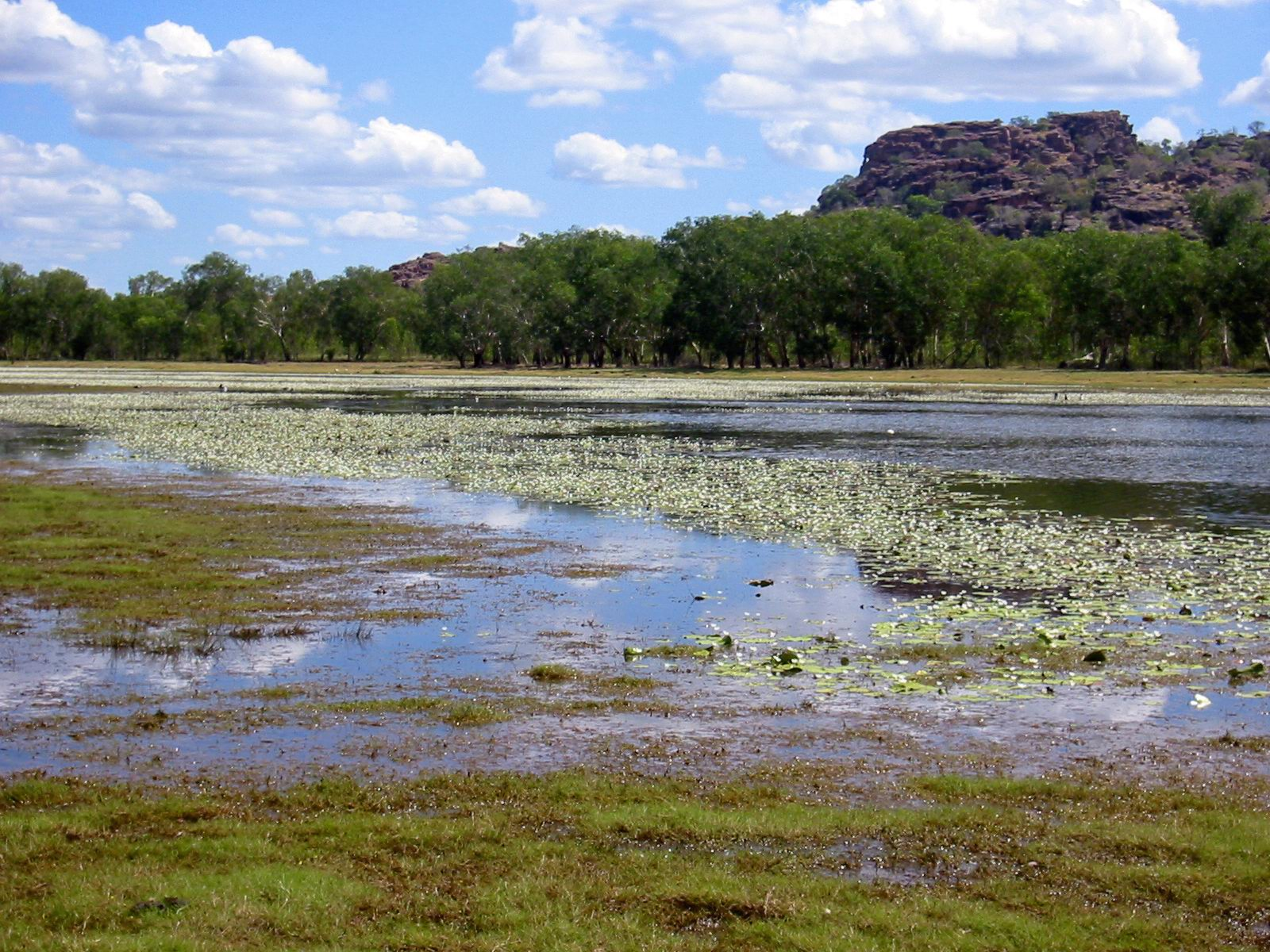
Anbangbang Billabong

Anbangbang Billabong ist ein Billabong zwischen dem Nawurlandja Rock und Nourlangie Rock im Kakadu-Nationalpark im Northern Territory, Australien. 

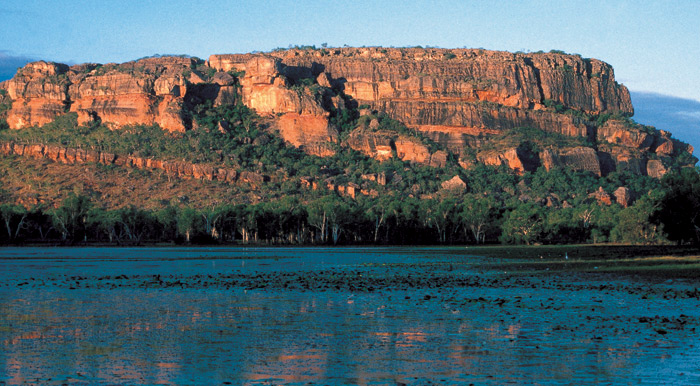
Nourlangie Rock am Anbangbang Billabong

Das Gewässer ist die Heimat von vielen unterschiedlichen Vogelarten. In den Morgenstunden können Wallabys am Ufer beobachtet werden.
Um den Billabong führt ein etwa 2,5 km langer Wanderweg, den man entweder vom nahen Parkplatz aus oder vom Nawurlandja Rock oder direkt am Billabong beginnen kann. 
Koordinaten: 12° 51′ 52″ S, 132° 47′ 49″ O